# Dyemus purpureopulcher
Dyemus purpureopulcher är en skalbaggsart som först beskrevs av Gilmour 1948.  Dyemus purpureopulcher ingår i släktet Dyemus och familjen långhorningar. Inga underarter finns listade i Catalogue of Life.